# Protonarthron fasciatum
Protonarthron fasciatum är en skalbaggsart som beskrevs av Stefan von Breuning 1936. Protonarthron fasciatum ingår i släktet Protonarthron och familjen långhorningar. Inga underarter finns listade i Catalogue of Life.